# Paisaje Cultural Cafetero
El Paisaje Cultural Cafetero de Colombia (PCC) es un Patrimonio Mundial declarado por la Unesco el 25 de junio de 2011 en la categoría de Paisaje cultural. Constituye un ejemplo de adaptación humana a condiciones geográficas complejas sobre las que se desarrolló una caficultura de montaña. Es una región en la que convergen elementos naturales, económicos y culturales derivados de los procesos de la colonización antioqueña y vallecaucana, con una organización territorial caracterizada por un alto grado de homogeneidad regional. En este paisaje se integran prácticas productivas desarrolladas por familias cafeteras a lo largo de varias generaciones.
Las prácticas comunitarias han dado lugar a un modelo de acción colectiva orientado a enfrentar situaciones económicas adversas y a mantener actividades agrícolas en un entorno geográfico de difícil acceso. Este modelo se ha desarrollado sobre la base de la pequeña propiedad cafetera, con criterios de sostenibilidad económica, social y ambiental. La configuración de este sistema ha generado un conjunto patrimonial que incluye técnicas constructivas presentes en asentamientos urbanos y rurales, así como expresiones culturales inmateriales relacionadas con el cultivo del café, manifestadas en celebraciones, prácticas sociales y expresiones de identidad vinculadas a la herencia de la colonización antioqueña.
El PCC está conformado por zonas cafeteras de los departamentos de Caldas, Quindío, Risaralda y Valle del Cauca, localizadas en las estribaciones central y occidental de la cordillera de los Andes en Colombia. Una región más extensa, que incluye también parte del departamento del Tolima, ha sido reconocida como el Eje Cafetero y, más recientemente, como la Ruta del Café, en el marco de una estrategia de promoción nacional e internacional.
La economía y la cultura de esta región se han estructurado alrededor del cultivo del café desde finales del siglo XIX, tras la llegada de pobladores provenientes de Antioquia. Procesos como la siembra de cafetales, la construcción de viviendas e infraestructura para transporte, procesamiento y comercialización del grano, y la evolución de las técnicas productivas, han contribuido al desarrollo de una organización territorial con dinámicas específicas. La interacción entre las prácticas agrícolas cafeteras, la influencia de la colonización antioqueña y la migración de pobladores vallecaucanos en los siglos XIX y XX ha incidido en la conformación de expresiones culturales regionales en ámbitos como la música, las danzas, las cocinas tradicionales y la arquitectura, transmitidas por medio de procesos intergeneracionales.

## Zonas específicas que conforman el PCC

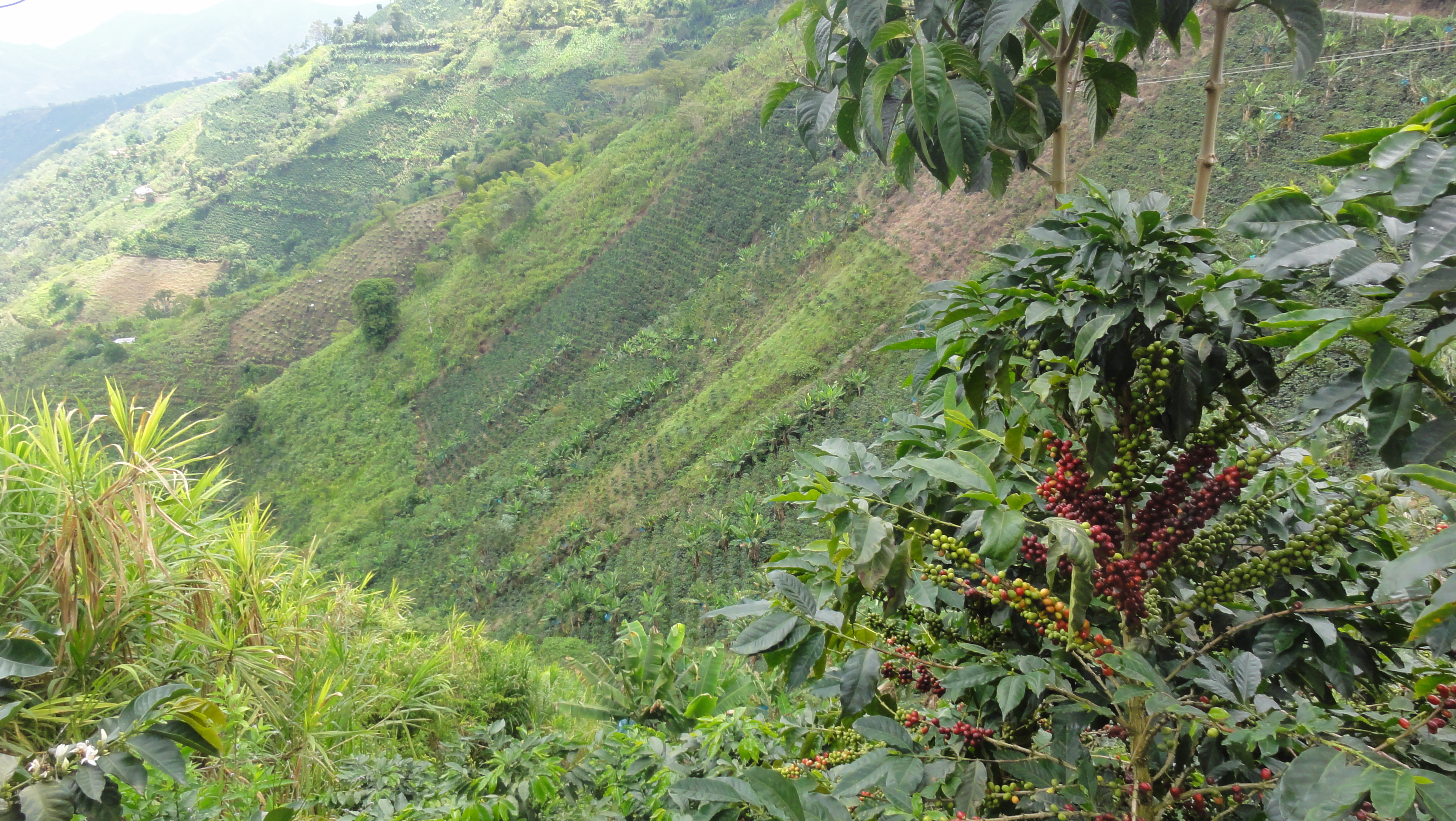
El principal renglón de la economía en el Paisaje Cultural Cafetero es la producción de Café.

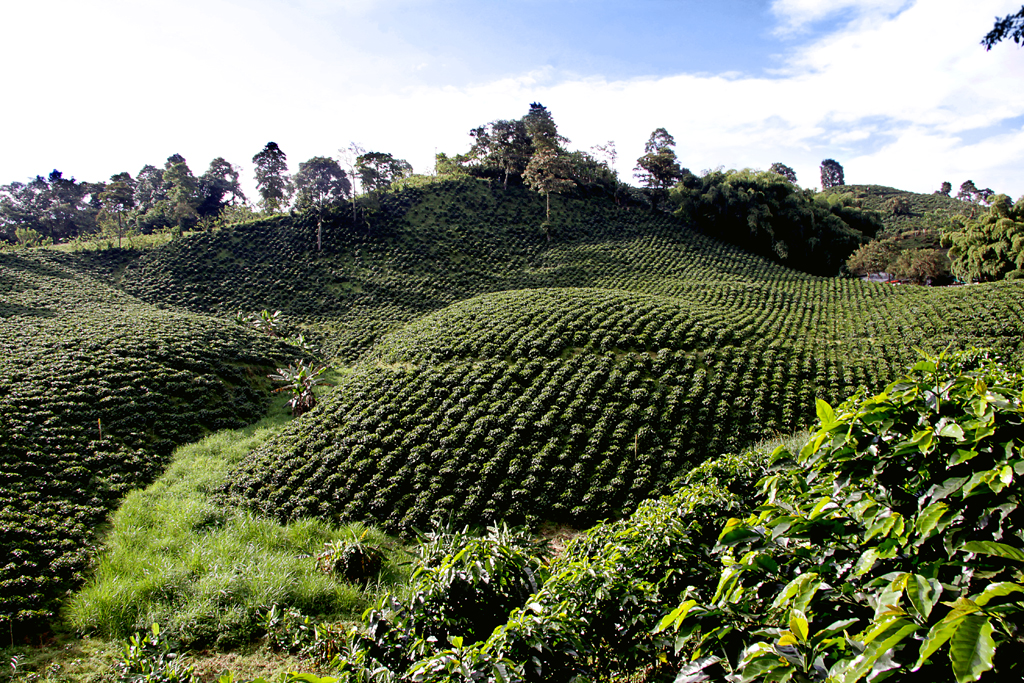
Cultivo de café.

El Paisaje Cultural Cafetero reúne zonas específicas de 47 municipios y 411 veredas de los departamentos de Caldas, Quindío, Risaralda y Valle del Cauca ubicadas en las estribaciones central y occidental de la Cordillera de los Andes, donde se concentran 24 mil fincas con pequeñas plantaciones de café, en las que cerca de 80 mil personas dedican su vida al cultivo del café.
- Caldas: Integrado por ciertas veredas de las áreas rurales de Aguadas, Anserma, Aranzazu, Belalcázar, Chinchiná, Filadelfia, La Merced, Manizales, Neira, Pácora, Palestina, Riosucio, Risaralda, Salamina, San José, Supía y Villamaría.

- Risaralda: Integrado por ciertas veredas de las áreas rurales de Apía, Balboa, Belén de Umbría, Dosquebradas, Guática, La Celia, Marsella, Pereira, Quinchía, Santa Rosa de Cabal y Santuario; y las áreas urbanas de Apía, Belén de Umbría, Marsella y Santuario.

- Quindío: Integrado por ciertas veredas de las áreas rurales de Armenia, Buenavista, Calarcá, Circasia, Córdoba, Filandia, Génova, Montenegro, Pijao, Quimbaya y Salento (excepto La Tebaida, porque esta no lo cubre las estribaciones del río Quindío); y el área urbana de Montenegro.

- Valle del Cauca: Integrado por ciertas veredas de las áreas rurales de Alcalá, Ansermanuevo, Argelia, Caicedonia, El Águila, El Cairo, Riofrío, Sevilla, Trujillo y Ulloa; y el área urbana de El Cairo.

## Patrimonio Mundial
El Comité de Patrimonio Mundial de la Organización de las Naciones Unidas para la Educación, la Ciencia y la Cultura – UNESCO inscribió en la Lista de Patrimonio Mundial el Paisaje Cultural Cafetero el 25 de junio de 2011.  Este reconocimiento compromete al Estado colombiano, a la comunidad internacional, nacional y local a su protección, pero es a la vez una oportunidad para que sus habitantes y visitantes conozcan el paisaje y participen en su preservación.

## Historia[4]
El área geográfica en la cual se encuentra el PCC cuenta con una larga historia de ocupaciones humanas, previa al proceso de colonización antioqueña, a partir de la cual se articulan varios elementos como el café, valorado y reconocido como uno de los mejores en el mundo; el trabajo humano es un proceso de producción, recolección, tratamiento y distribución; la tradición familiar; el patrimonio cultural material e inmaterial, y los caminos y paisajes de los poblados.
Las especiales condiciones naturales para la agricultura, que hoy se reconocen por el clima y los suelos, permitieron que desde hace más de 4.000 años la región fuera centro de experimentación para la domesticación de plantas. Los primeros pobladores que llegaron hacia finales del pleistoceno, hace unos 10.000 años, comenzaron a alternar las actividades tradicionales de cacería y recolección con aquellas propias de los cultivos.
Entre los años 3.000 y 2.000 antes de nuestra era, se produjeron importantes cambios socioculturales en la región. De esa época data una parte importante de las piezas de orfebrería y cerámica finamente elaboradas y conocidas como estilo quimbaya clásico, que hacían parte de los ajuares funerarios de importantes personajes políticos y religiosos.
Las evidencias arqueológicas del periodo precolombino, así como las huellas en el paisaje y la arquitectura rural y urbana propias del periodo colonial de la región, se entremezclan con los paisajes y arquitectura propios de la colonización antioqueña.

## Zona de influencia[5]
Área principal: 141.120 ha
- Área rural: 140.046 ha
- Área urbana: 1.074 ha

Área de amortiguamiento: 207.000 ha
- Área de amortiguamiento rural: 204.542 ha
- Área de amortiguamiento urbana: 2.458 ha

| Localización          | Área Principal | Zona de amortiguamiento |
| --------------------- | -------------- | ----------------------- |
| Veredas               | 411            | 447                     |
| Cabeceras Municipales | 14             | 17                      |

La unidad geográfica sobre la cual se delimitó el PCC es la vereda, la cual corresponde a la mínima división territorial de Colombia. Una vereda corresponde a un grupo de predios rurales, noción que se asemeja a la de “barrio” o “colonia” en el sector urbano. Así las cosas, el PCC está conformado por un grupo de veredas rurales y cabeceras municipales (o cascos urbanos) que en su conjunto, son representativas de los valores que le dan singularidad a esta región.